# ویلیام وین پرایر
ویلیام وین پرایر (انگلیسی: William Wain Prior; ۱۸ ژوئیهٔ ۱۸۷۶ – ۹ مارس ۱۹۴۶) افسر و سیاست‌مدار اهل دانمارک بود.